# عملية موسى

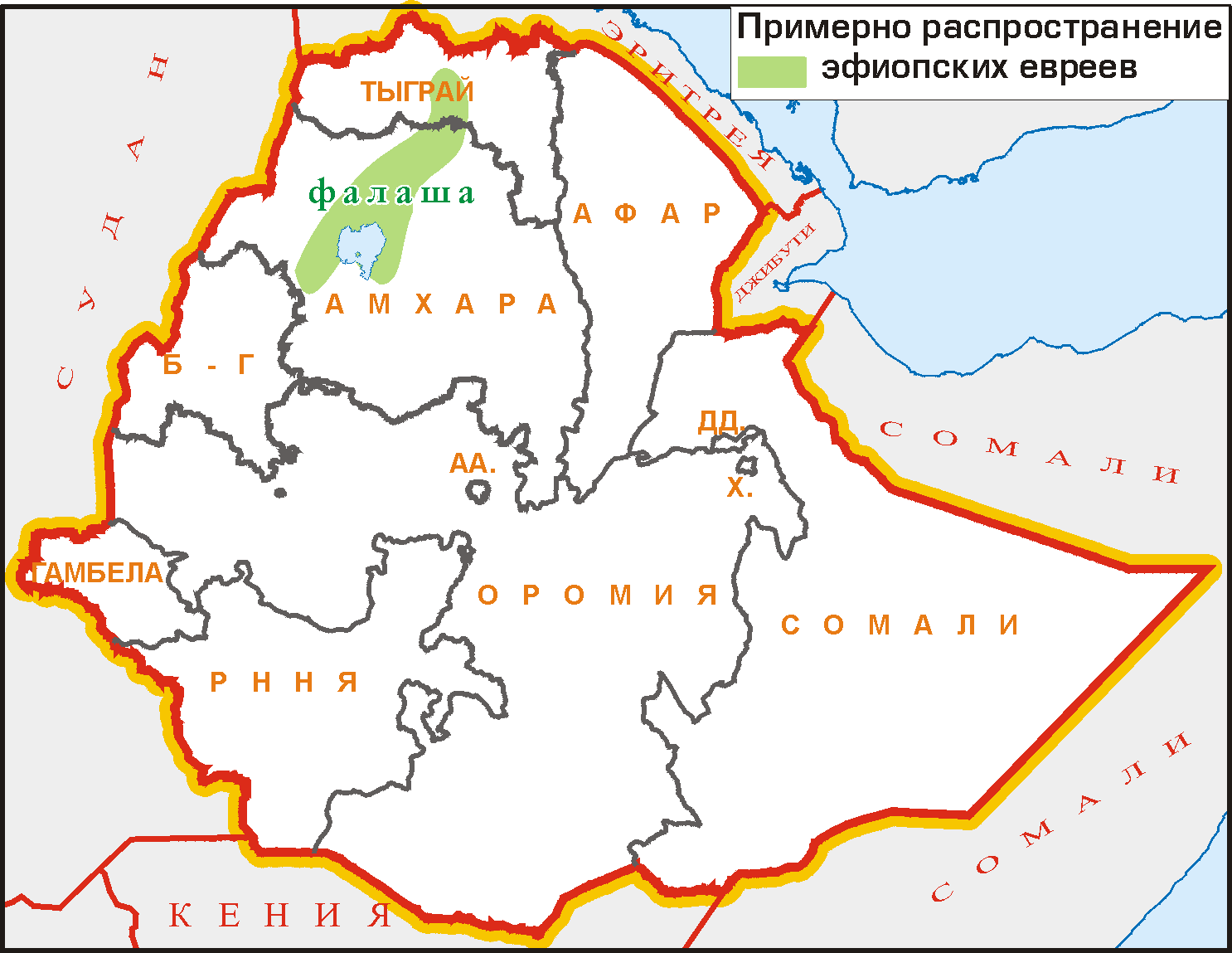
المساحة التقريبية لليهود الإثيوبيين (بيتا إسرائيل أو الفلاشا)

عملية موسى ((بالعبرية: מִבְצָע מֹשֶׁה‏) تنطق مفتسا موشيه) هي الإجلاء السري لليهود الإثيوبيين (المعروفين باسم مجتمع "بيتا إسرائيل" أو "الفلاشا")  من السودان خلال الحرب الأهلية التي تسببت في مجاعة في عام 1984، كان الإسرائيليون يطلقون عليها في الأصل غور أرييه يهودا ("شبل أسد يهوذا")، ثم غيرت النداء اليهودي الموحد الاسم إلى "عملية موسى". 

## تاريخ
العملية، التي سميت على اسم الشخصية التوراتية النبي موسى، كانت عبارة عن جهد تعاوني بين قوات الدفاع الإسرائيلية، ووكالة المخابرات المركزية، وسفارة الولايات المتحدة في الخرطوم، والمرتزقة، وقوات أمن الدولة السودانية. وبعد سنوات من انتهاء العملية، تم الكشف عن أن المسلمين السودانيين والشرطة السرية السودانية لعبوا أيضًا دورًا في تسهيل الهجرة الجماعية لليهود الإثيوبيين خارج السودان. 
كانت عملية موسى من بنات أفكار المنسق الأمريكي المساعد لشؤون اللاجئين ريتشارد كريجر. بعد تلقي روايات عن اضطهاد اليهود الإثيوبيين في مخيمات اللاجئين، خطرت كريجر بفكرة الجسر الجوي واجتمع مع الموساد وممثلين سودانيين لتسهيل العملية. 
وبعد اجتماع سري لمجلس الوزراء الإسرائيلي في نوفمبر 1984، تم اتخاذ القرار بالمضي قدمًا في عملية موسى.  ابتداءً من 21 نوفمبر 1984، شملت النقل الجوي بواسطة الخطوط الجوية عبر أوروبا لنحو 8000 يهودي إثيوبي من السودان عبر بروكسل إلى إسرائيل، وانتهت في 5 يناير 1985.
خلال تلك الأسابيع السبعة، نقلت أكثر من 30 رحلة جوية حوالي 200 يهودي إثيوبي في المرة الواحدة إلى إسرائيل.  وكانت الخطوط الجوية الأوروبية TEA قد انطلقت من السودان سابقًا مع المسلمين الذين يؤدون فريضة الحج إلى مكة، لذا فإن استخدام الخطوط الجوية الأوروبية TEA كان حلاً منطقيًا لهذه العملية شبه السرية لأنه لن يثير أسئلة من سلطات المطار.  قبل هذه العملية، كان هناك ما يقرب من 250 مهاجرًا إثيوبيًا في إسرائيل.  فر الآلاف من بيتا إسرائيل من إثيوبيا سيرًا على الأقدام إلى مخيمات اللاجئين في السودان، وهي رحلة تستغرق عادة من أسبوعين إلى شهر.  تشير التقديرات إلى أن ما يصل إلى 4000 شخص لقوا حتفهم أثناء الرحلة، بسبب العنف والمرض على طول الطريق. وسمح السودان لإسرائيل سرا بإجلاء اللاجئين. وبعد يومين من بدء عمليات النقل الجوي، كتب الصحفيون اليهود عن "الإنقاذ الجماعي لآلاف اليهود الإثيوبيين".
وانتهت عملية موسى يوم الجمعة 5 يناير 1985، بعد أن عقد رئيس الوزراء الإسرائيلي شيمون بيريز مؤتمرا صحفيا أكد فيه الجسر الجوي وطلب من الناس عدم الحديث عنه. أوقف السودان الجسر الجوي بعد لحظات من توقف بيريز عن التحدث، وأنهى ذلك قبل الأوان عندما بدأت الأخبار في الوصول إلى حلفائه العرب. 
وبمجرد انتشار القصة في وسائل الإعلام، ضغطت الدول العربية على السودان لوقف الجسر الجوي. وعلى الرغم من أن الآلاف نجحوا في الوصول إلى إسرائيل، إلا أن العديد من الأطفال ماتوا في المخيمات أو أثناء الرحلة إلى إسرائيل، وورد أن آباءهم أنزلوا جثثهم معهم من الطائرة. 
وبقي حوالي 1000 يهودي إثيوبي في الخلف، وتم إجلاء حوالي 500 منهم لاحقًا في عملية جوشوا التي قادتها الولايات المتحدة. 

كان يوجد في إسرائيل أكثر من 1000 ممن يطلق عليهم "أيتام الظروف"، ولا يزال الأطفال المنفصلين عن عائلاتهم في أفريقيا، حتى بعد مرور خمس سنوات، أخذت عملية سليمان 14324 يهوديًا إضافيًا إلى إسرائيل في عام 1991.
سليمان في عام 1991 إسرائيل 26 مليون دولار لسداد الحكومة التي يقودها الدكتاتور، في حين كانت عملية موسى هي الأقل تكلفة من بين جميع عمليات الإنقاذ التي قامت بها إسرائيل لمساعدة اليهود في البلدان الأخرى.

## عملية جناح الحمامة 2010؛ 2015-2022
في الموافق 14 نوفمبر 2010، وافق مجلس الوزراء الإسرائيلي على خطة جديدة للسماح لـ 8000 فلاشا مورا اليهود الاثي إضافيين بالهجرة إلى إسرائيل.  
وفي عام 2015، أفيد أن عدد اليهود في إثيوبيا بلغ 4000. 
وفي 16 نوفمبر 2015، صوت مجلس الوزراء الإسرائيلي بالإجماع لصالح السماح لآخر مجموعة من الفلاشا مورا بالهجرة على مدى السنوات الخمس المقبلة، لكن قبولهم سيكون مشروطا بنجاح عملية التحول اليهودي، وفقا لوزارة الداخلية .  وفي أبريل 2016، أعلنوا أنه سيتم تضمين ما مجموعه 10300 شخص في الجولة الأخيرة من الهجرة، على مدى السنوات الخمس التالية. 
في 11 مارس 2021، ذهب 300 يهودي إثيوبي إلى إسرائيل، وهم آخر 2000 يهودي من عملية تسور إسرائيل التي بدأت في ديسمبر 2020. 
وفي عام 2021، بلغ العدد التقديري لليهود المتبقين في إثيوبيا حوالي 100 يهودي 
في 2 فبراير 2022، أوقفت المحكمة العليا الإسرائيلية سفر عالية من إثيوبيا. 
في 1 يونيو 2022، هاجر 180 يهوديًا من إثيوبيا إلى إسرائيل كجزء من عملية زور إسرائيل لجمع شمل 3000 يهودي في إثيوبيا مع إخوانهم في إسرائيل. 
اعتبارًا من 14 يونيو 2022، هاجر 500 يهودي من إثيوبيا إلى إسرائيل.